# 松浦小水力發電廠
松浦小水力發電廠位於臺灣花蓮縣玉里鎮松浦里的民營水力發電廠，為花蓮縣境內第一座民營水力發電廠，其利用農田水利署花蓮管理處 （页面存档备份，存于）管轄之灌溉圳道太平渠做為水源進行水力發電，於2019年12月初竣工商轉。

## 沿革

### 興建背景
花蓮縣太平渠引水自秀姑巒溪，流經花東縱谷地區的花蓮縣玉里鎮樂合里、德武里、東豐里、春日里、觀音里等地，幹線全長約24公里，灌溉面積高達700公頃，除了是海岸山脈西側重要的灌溉圳道，也是秀姑巒溪東岸地區消防栓稀少的重要緊急水源之一，太平渠流經玉里鎮松浦里松浦碾米廠旁，有高達8公尺之落差，為太平渠全線最高之落差，1950年代，農村電氣化尚未普及至松浦地區時，松浦碾米廠曾利用此落差自行裝設小型水輪發電機，供給廠內碾米之電力需求。

### 興建過程
因應中央政府推動再生能源發展之政策，經濟部水利署針對全臺灣既有水利設施，如水庫、淨水廠，及灌溉圳道等進行小水力發電之潛勢地區盤點，其中農田水利署花蓮管理處管轄之太平渠粗估潛是發電量達到140KW。
臺灣民間企業經一綠能公司夥同南寧工程、星鼎科技，以及珊嘉杉開發等三間公司於2018年共同向經濟部能源局申請「業界能專計畫」獲得新臺幣1,440萬元補助，以德國貫流式水輪機為原型研發結構簡單、易配合環境調整、安裝及操作之溝渠川流式水輪機，並在2017年與國立海洋大學合作，經初步實驗自行開發的直立型川渠水輪機，效能可達到50%。
爾後經一綠能公司與農田水利署花蓮管理處合作，利用太平渠松浦段約8公尺的落差興建示範小型水力發電廠一座，裝設自行研發的「低水頭大流量川渠式水輪機」，該機組號稱為全臺第一部從生產到組裝均為臺灣生產的水輪機，並通過財團法人農業工程研究中心及台灣電力公司綜合研究所的水輪機組效能驗證測試，總裝置容量為80kW，用水量1.7CMS，每日最大發電量為2千度，平均發電量為1千度，年發電量約20萬度，松浦小水力發電廠於2019年12月1日竣工商轉，成為花蓮縣境內第一座民營水力發電廠。

## 設施

### 發電機組
| 名稱   | 發電機型號         | 水輪機型號             | 機組數量 | 發電方式 | 有效落差（公尺） | 單一機組用水量（CMS） | 容量（MW） | 取用水源           | 商轉日期   | 狀態   |
| ------ | ------------------ | ---------------------- | -------- | -------- | ---------------- | --------------------- | ---------- | ------------------ | ---------- | ------ |
| 一號機 | 臺灣製交流式發電機 | 臺灣製橫軸式川渠水輪機 | 1        | 川流式   | 8公尺            | 1.7CMS                | 80KW       | 太平渠（秀姑巒溪） | 2019年12月 | 商轉中 |